# Finsterthal (Helperknapp)
Finsterthal (luxemburgisch Fënsterdallⓘ) ist eine kleine Ortschaft in der Gemeinde Helperknapp, Kanton Mersch, im Großherzogtum Luxemburg.  

## Lage
Finsterthal liegt am Südhang des Bergs Helperknapp, nach ihm ist auch die Gemeinde benannt. Der nächste größere Ort ist Grevenknapp im Norden.

## Allgemeines
Finsterthal ist ein landwirtschaftlich geprägter Ort, er besteht aus landwirtschaftlichen Betrieben. Direkt neben der Ortschaft befindet sich das Naturschutzgebiet Finsterthal.